# Einsatz Hamburg Süd
Einsatz Hamburg Süd ist eine deutsche Kriminalserie, die von 1997 bis 1999 im Vorabendprogramm des Ersten ausgestrahlt wurde.

## Handlung
Carla Simon und die türkischstämmige Kommissarin Sema Aslan ermitteln gemeinsam in Hamburg-Wilhelmsburg in einem Polizeirevier nahe am Milieu. Die beiden ermitteln unkonventionell und oft am Rande der Dienstvorschriften. Trotz ihrer ethnischen und kulturellen Unterschiede, die manchmal auch zu Auseinandersetzungen führen, sind sie ein gutes Team. Ihre Kollegen dagegen beobachten die jungen Frauen argwöhnisch, insbesondere ihr Chef Richard Wohmann misstraut den beiden. Dazu kommen noch Beziehungsprobleme. So ist beispielsweise Semas Freund Jürgen nicht davon begeistert, dass seine Freundin eine Polizistin ist.

## Hintergrund
Die Krimiserie weist etliche Gemeinsamkeiten mit der Serie Doppelter Einsatz auf, die ebenfalls in Hamburg spielt, und in der zwei Kommissarinnen die Hauptfiguren sind. In der ersten Folge ist sogar dieselbe Imbissbude wie bei den Kolleginnen vom Doppelten Einsatz zu sehen. Die Kriminalserie wurde ab 9. September 1997 im Vorabendprogramm der ARD ausgestrahlt. Eine zweite Staffel folgte von November 1998 bis Februar 1999. Insgesamt erschienen 26 Folgen.

## Episodenliste
Staffel 1
1. Der Zeuge (1.01)
2. Operation Pin-up (1.02)
3. Prince Solombo (1.03)
4. Unter Verdacht (1.04)
5. Rosen für Carla (1.05)
6. Der Weg zurück (1.06)
7. Der Verräter (1.07)
8. Außer Kontrolle (1.08)
9. Der Erzfeind (1.09)
10. Der Mann aus Eisen (1.10)
11. Vermisst (1.11)
12. Willkommen im Club (1.12)
13. Semas Rache (1.13)

Staffel 2
1. Auf Abwegen (2.01)
2. Am Abgrund (2.02)
3. Sport ist Mord (2.03)
4. Eine Liebe im Winter (2.04)
5. Der Bunker (2.05)
6. Unter Freunden (2.06)
7. Schutz (2.07)
8. Gefahr im Dunkeln (2.08)
9. Der Geier (2.09)
10. Allahs Vergeltung (2.10)
11. Das Attentat (2.11)
12. Bannmeile (2.12)
13. Trau keinem! (2.13)

## Kritik
„Die beiden dynamischen Hamburger Kommissarinnen mit den gewöhnungsbedürftigen Ermittlungsmethoden dürften vor allem das junge Fernsehpublikum ansprechen. Die oft drastische Darstellung hat allerdings nicht nur Fans. Bewohner des Hamburger Kiez, genauso wie einige Sozialarbeiter kritisierten die Vorabendserie.“